# Wawel
Wawel (AFI: [ˈvavɛl]) es el nombre de una colina situada en el lado izquierdo del río Vístula en Cracovia, Polonia. Tiene una altitud de 228 metros sobre el nivel del mar y es un lugar simbólico con un gran significado para los polacos. El Castillo Real y la Catedral de Wawel están situados en dicha colina. Los reyes de Polonia y algunos polacos célebres están enterrados en la Catedral, que ha acogido a lo largo de la historia numerosas coronaciones.

## Colina de Wawel

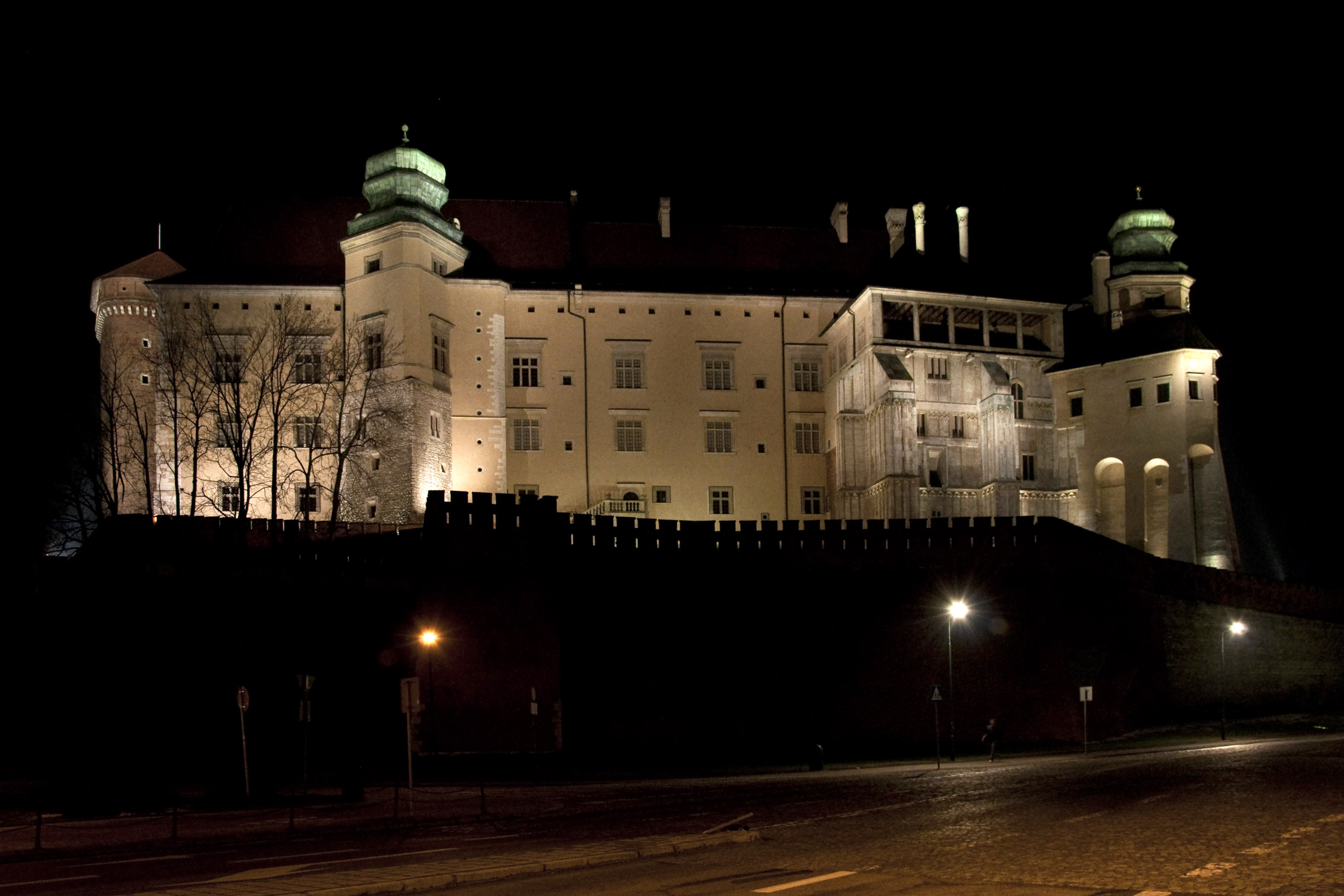
Castillo de Wawel.

Existen algunos restos arqueológicos que remontan la ocupación humana de Wawel hasta el siglo IV d. C. La historia de Wawel en la Edad Media está estrechamente ligada con la de los territorios de los reyes polacos de la época.
Las tensiones políticas y dinásticas que llevaron al ascenso de Cracovia como sede de la corona son complejas, pero durante la mayor parte de la Edad Media y del Renacimiento, Wawel fue la sede del gobierno nacional. Cuando se formó la Confederación Polaco-Lituana, Wawel se convirtió en la sede de uno de los más importantes estados europeos. Este estatus se perdió cuando la capitalidad fue trasladada a Varsovia en el siglo XVII. Cuando Polonia perdió su independencia política durante el periodo de la repartición de Polonia (de 1772 a 1795) Wawel se convirtió en el símbolo de la soberanía perdida.
El significado de la colina de Wawel procede en parte de la combinación de estructuras y funciones políticas y religiosas. La Catedral contiene las reliquias de Estanislao de Cracovia.

## Catedral de Wawel
La Catedral de Wawel es el santuario nacional polaco. Con mil años de historia ha sido la sede de coronación de los monarcas polacos. La Capilla de Segismundo (Kaplica Zygmuntowska) es uno de los ejemplos más famosos de la arquitectura de Cracovia. Fue construida como capilla sepulcral para el último Jagellon y es descrita por numerosos historiadores del arte como el ejemplo más destacado del Renacimiento toscano al norte de los Alpes. Fue iniciada por el rey Segismundo I de Polonia, y construida entre 1519 y 1533 por Bartolomeo Berrecci. Es una capilla de base cuadrada con cúpula de oro. Custodia las tumbas del fundador de los Segismundo, así como de otros reyes y reinas (Segismundo II Augusto y Ana Jagellón de Polonia). Las esculturas interiores, los estucos y los frescos fueron realizados por artistas como Santi Gucci, Hermann Vischer o el propio arquitecto, Georg Pencz.

## Leyenda

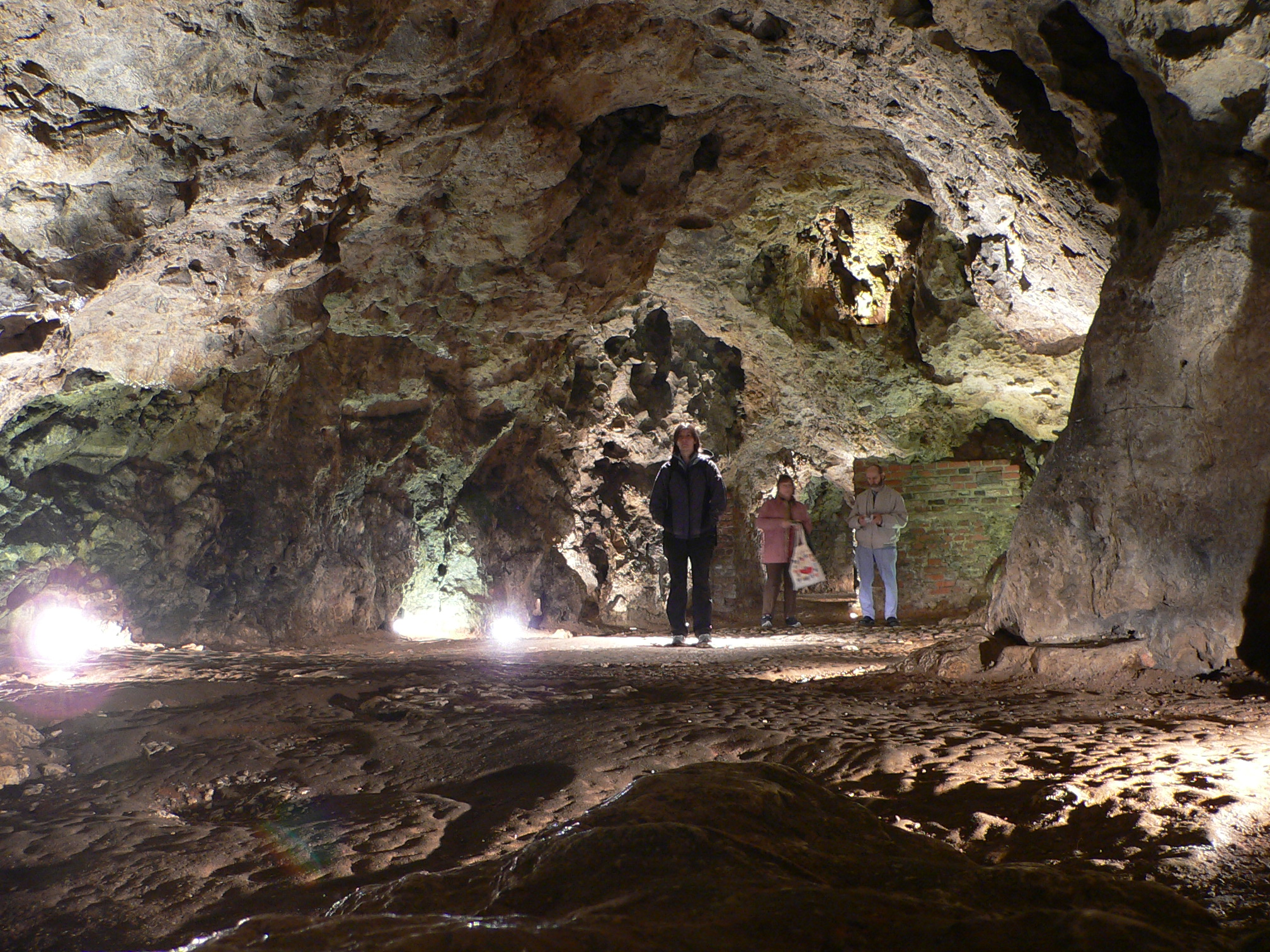
Cueva del dragón de Wawel.

Existen pruebas arqueológicas que sugieren que se estableció un asentamiento en la Edad de Piedra en la actual localización de Wawel. Una leyenda atribuye su fundación al mítico gobernante Krakus, que lo construyó sobre una cueva ocupada por un voraz Dragón de Wawel. Muchos caballeros intentaron sin éxito desalojar al dragón luchando contra él, hasta que un zapatero llamado Dratewka le dio una oveja llena de azufre; el dragón se la comió, bebió el agua del río Vistula y estalló.

## Galería

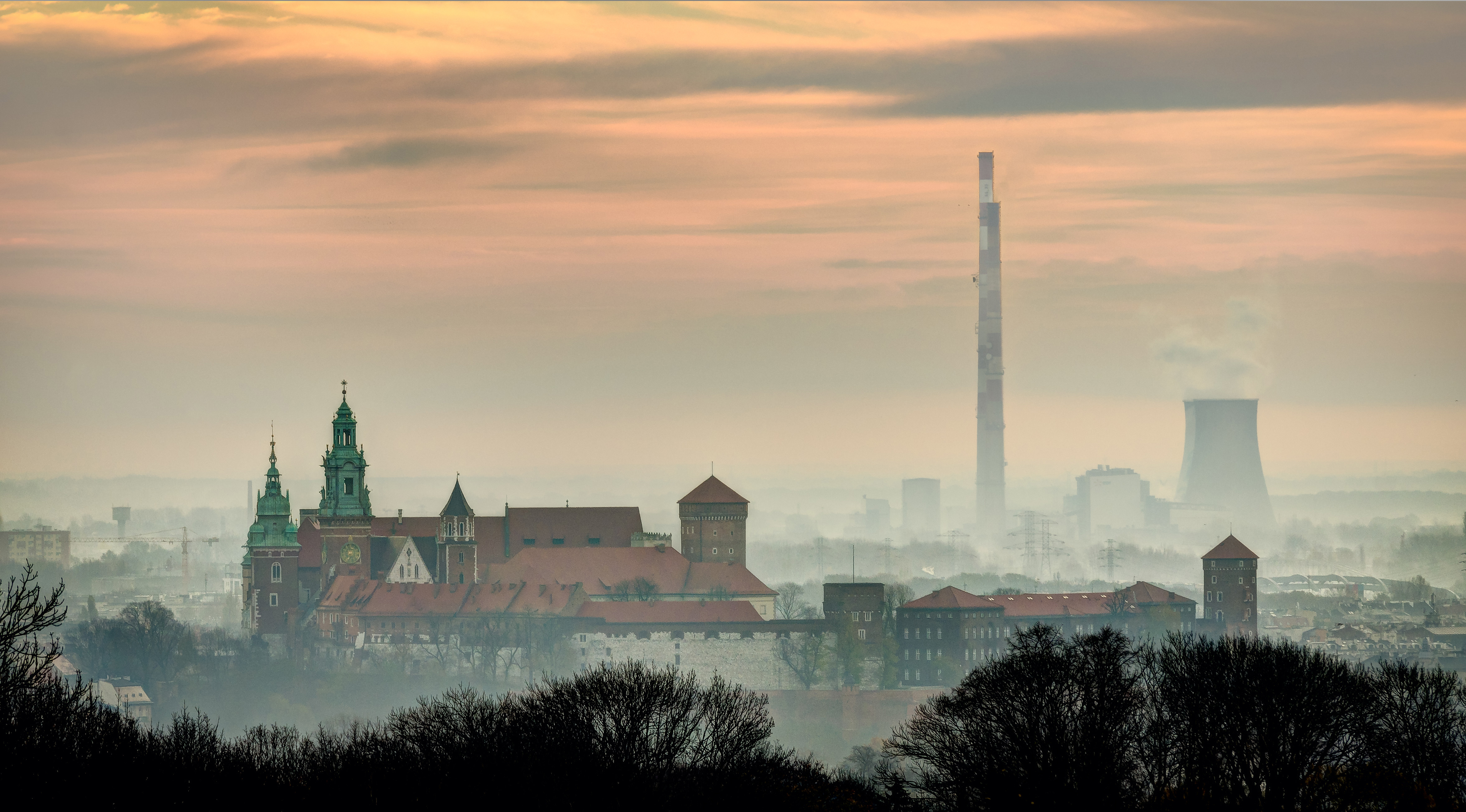
La colina de Wawel y la central de Łęg.
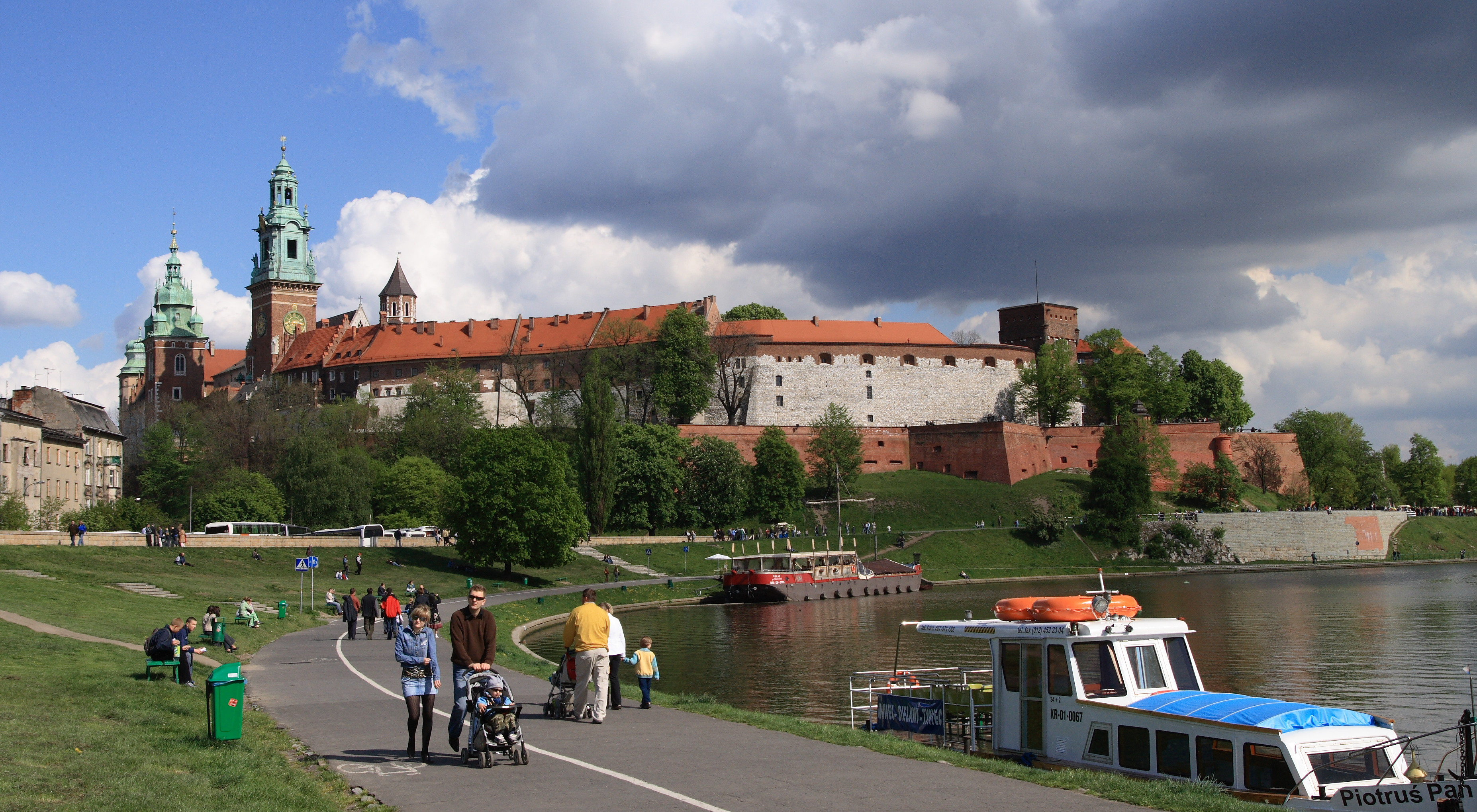
Wawel vista.
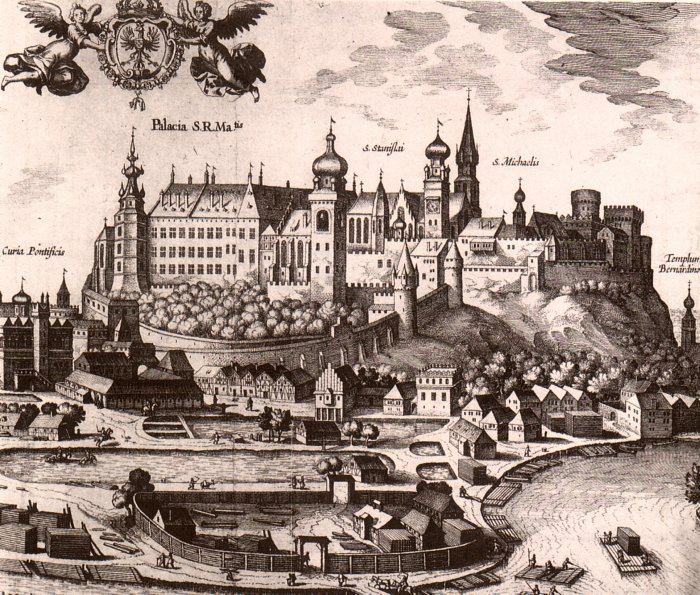
Castillo de Wawel en el siglo XVI.
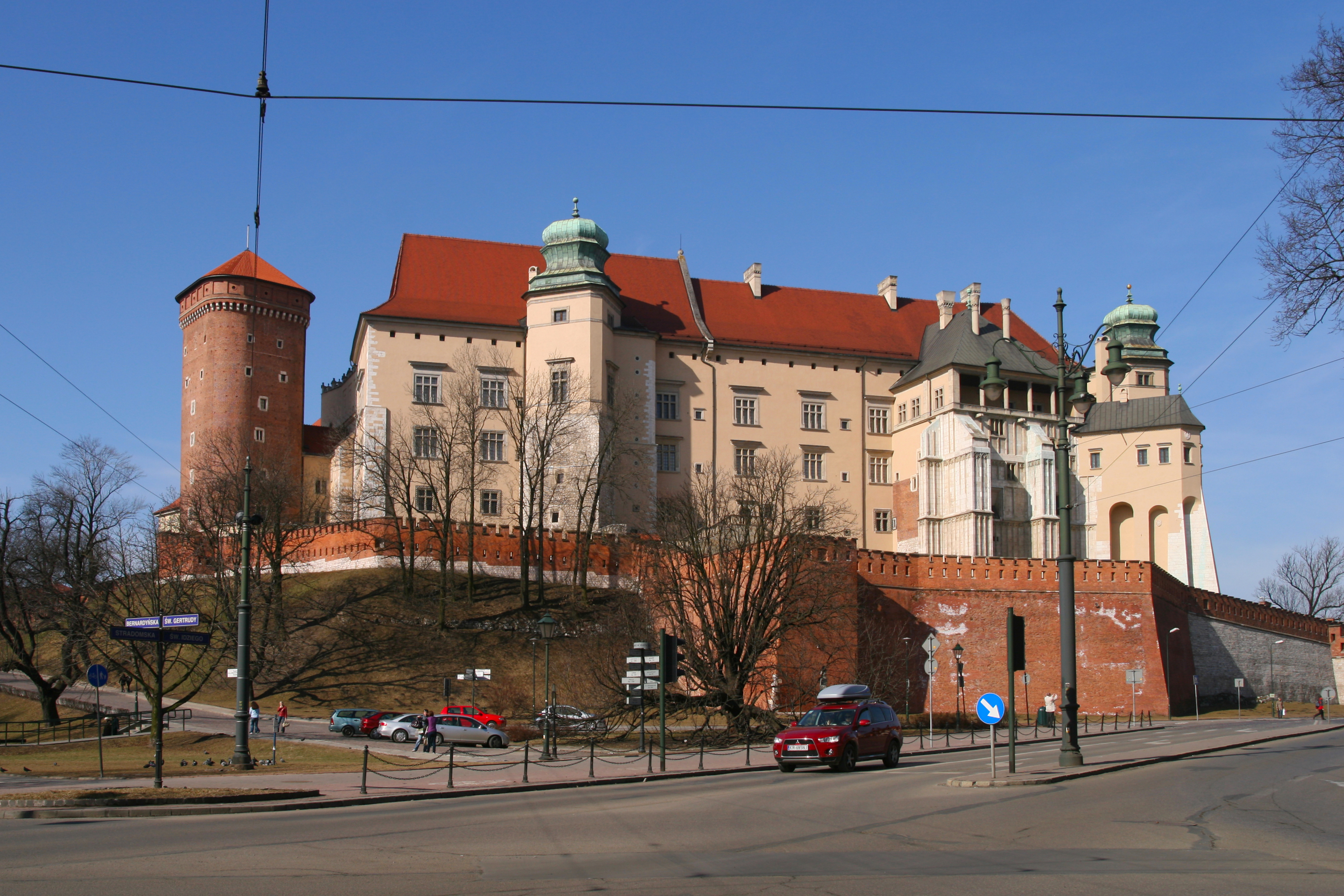
Castillo Real de Cracovia.
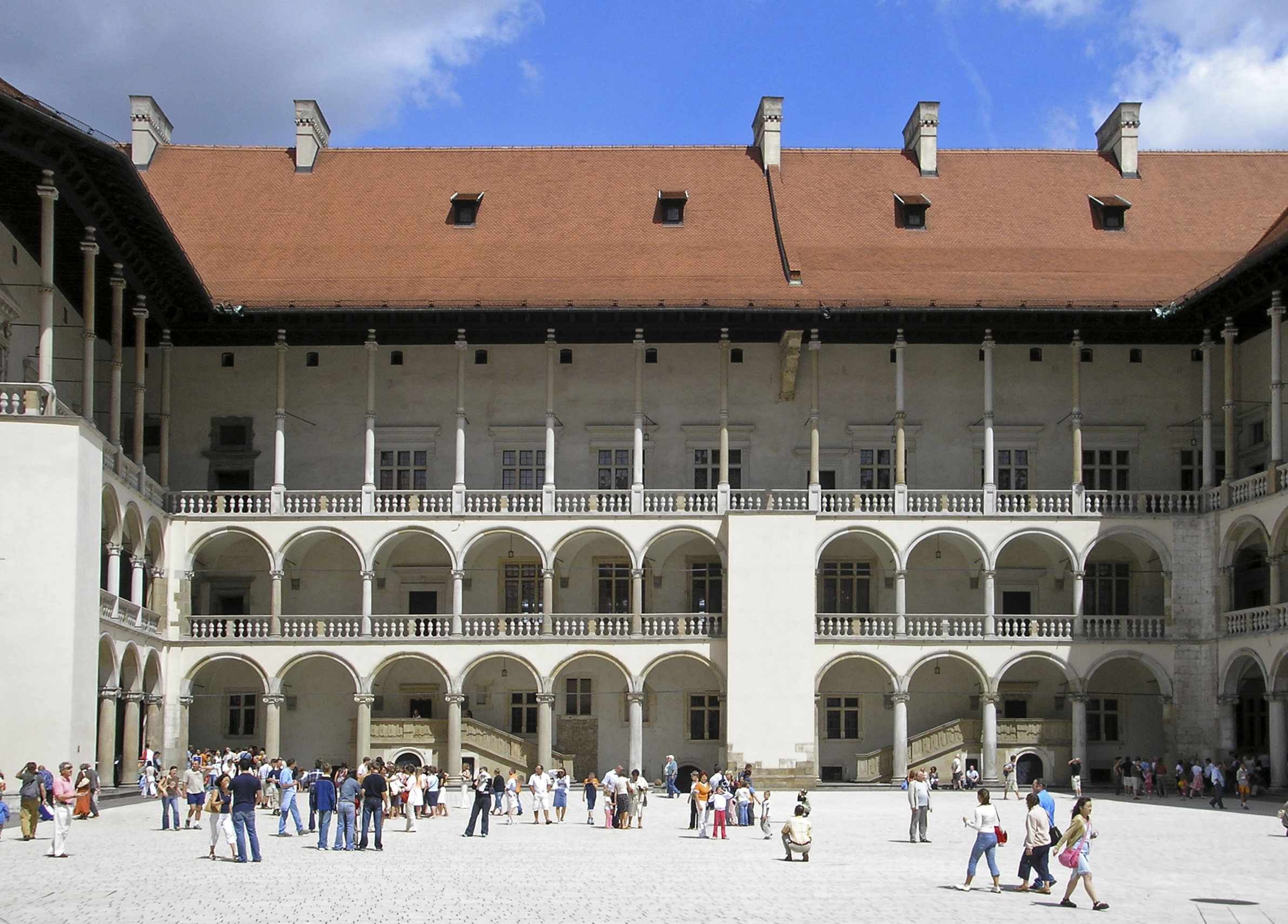
Castillo Real de Cracovia.
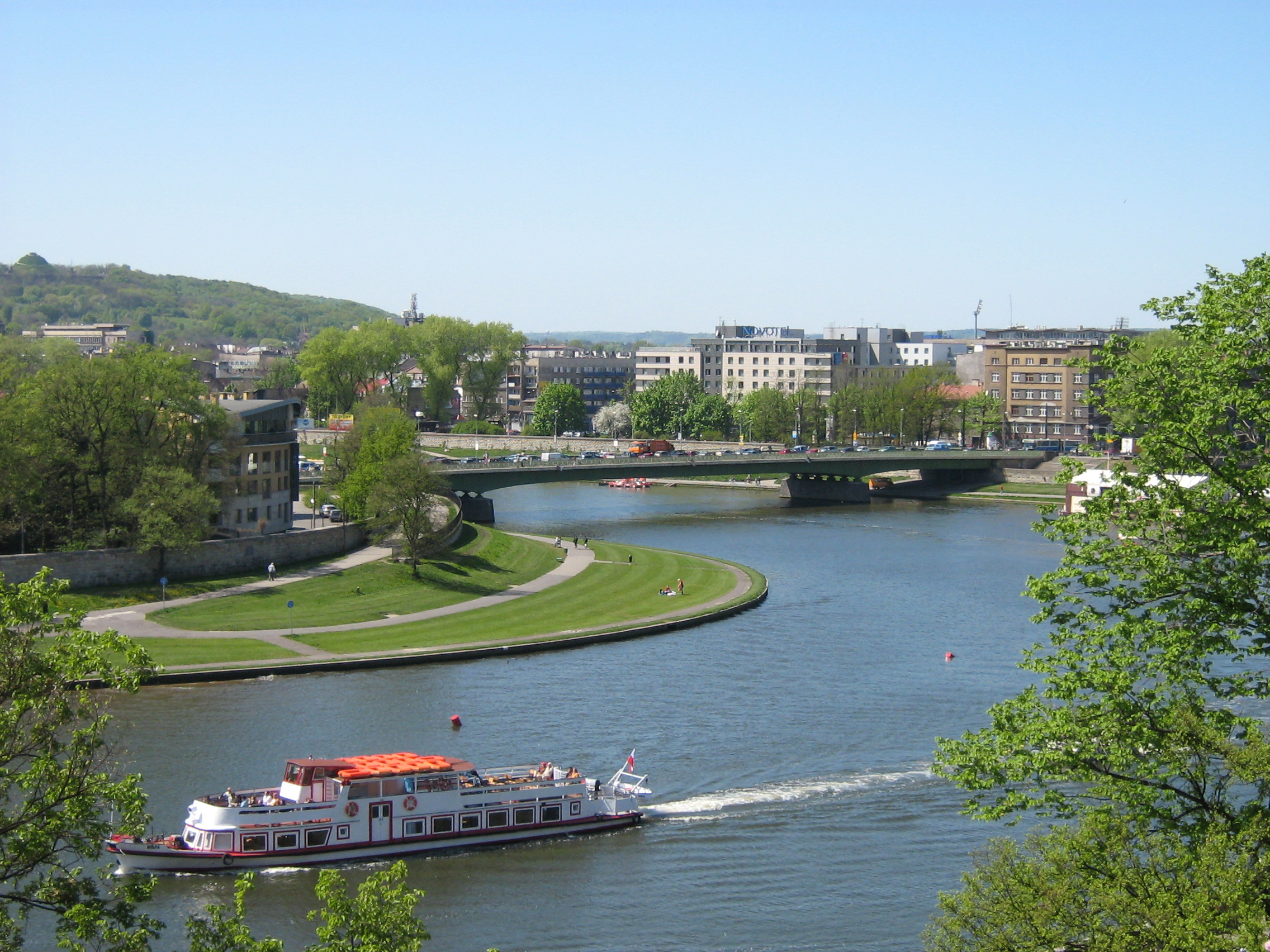
Vista desde el castillo - Vistula.
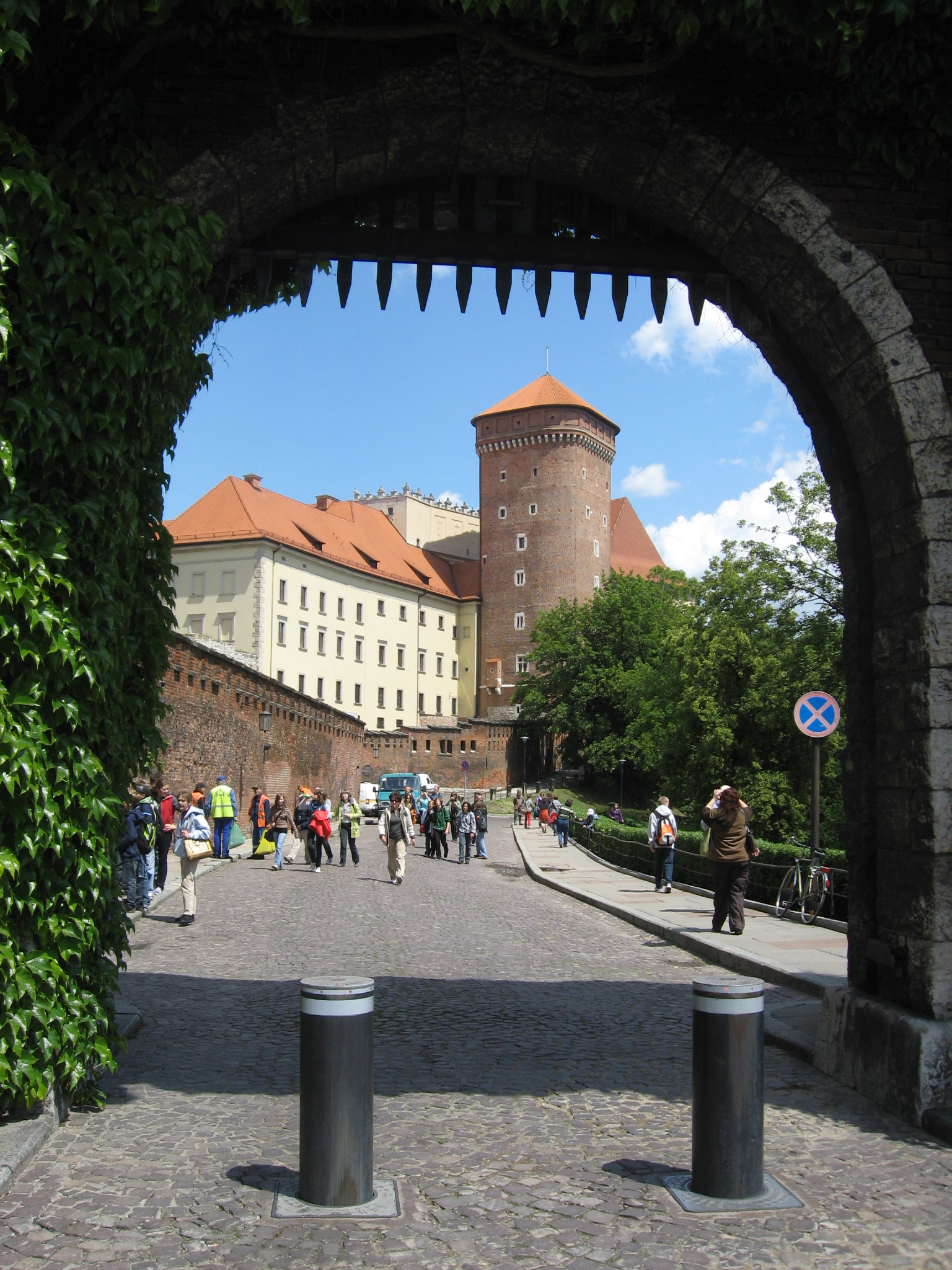
Wawel una de las puertas.
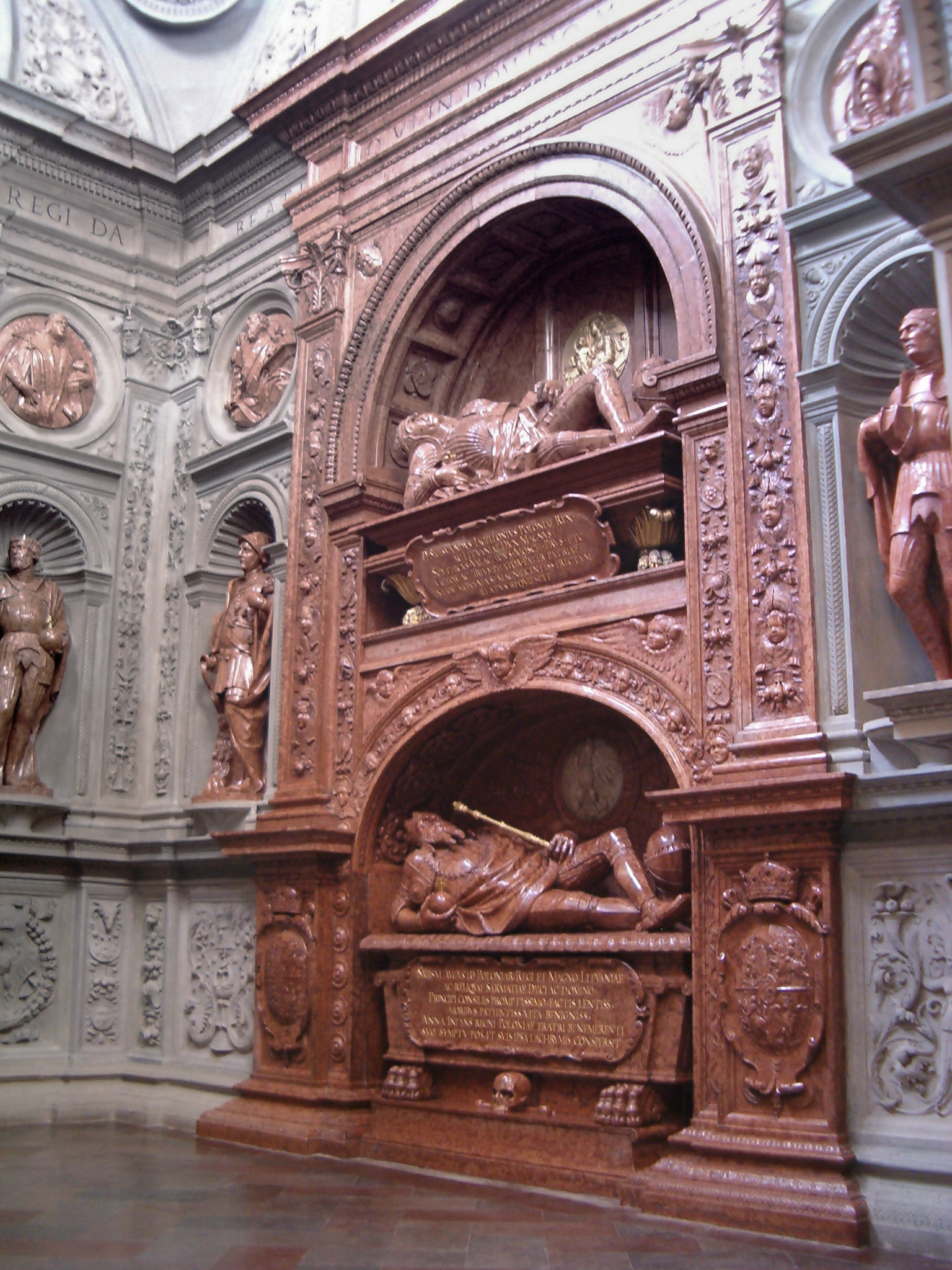
La Capilla de Seidismundo.
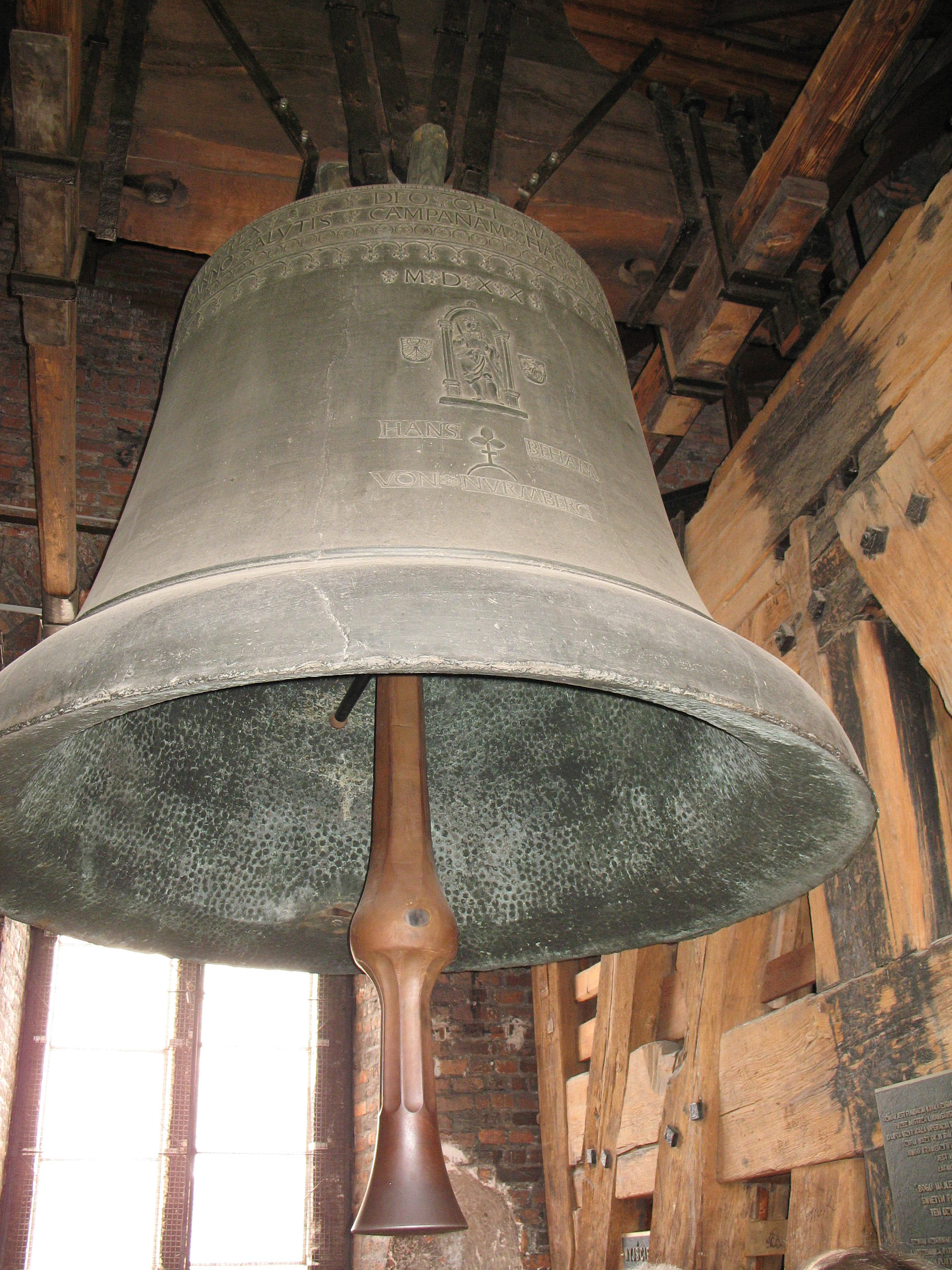
Campana.
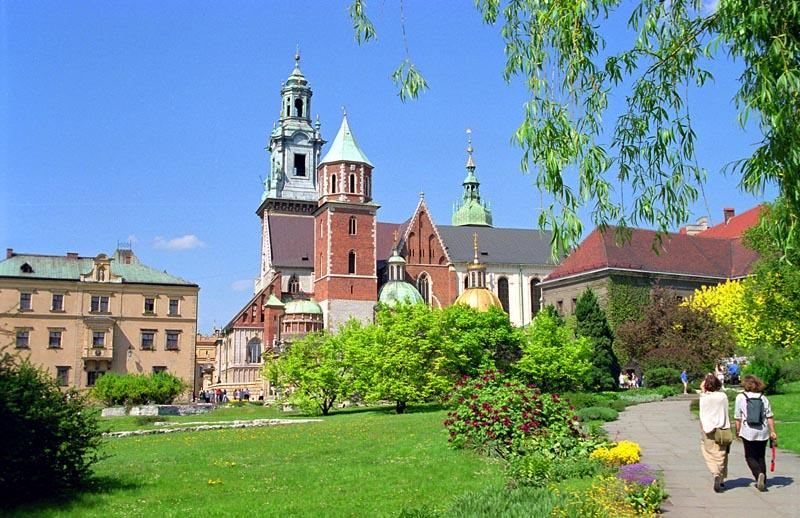
Catedral de Wawel